# 東急玉川線

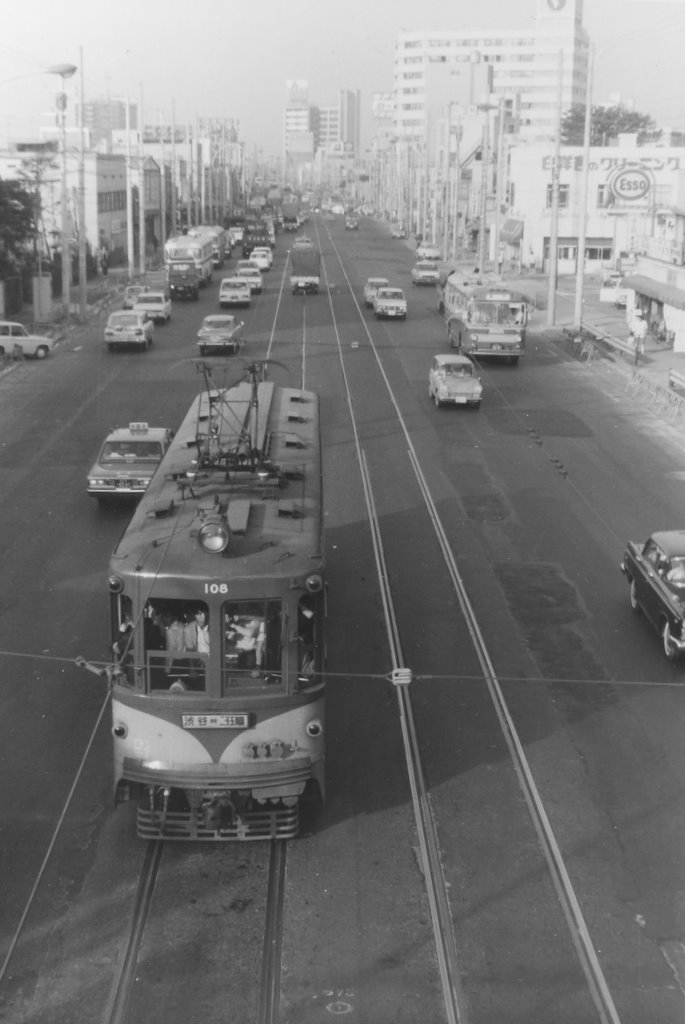
真中 - 駒沢間。画面奥が真中・渋谷方面（1969年5月）

玉川線（たまがわせん）は、東京都渋谷区の渋谷駅と東京都世田谷区の二子玉川園駅（現・二子玉川駅）を結んでいた、東京急行電鉄（東急）の鉄道路線（軌道路線）である。通称は「玉川電車」「玉電（たまでん）」。
1907年（明治40年）に開業後、多摩川の砂利輸送、大山街道（国道246号）沿線の旅客輸送を行っていた。戦後、自動車の交通量が増加し道路の渋滞が激しくなったことから、1969年（昭和44年）に支線のうち下高井戸線（現・世田谷線）を除いて廃止され、代替路線として地下線の新玉川線（現在の田園都市線の一部）が1977年（昭和52年）に開業した。
1907年（明治40年）から1938年（昭和13年）までは、玉川電気鉄道（たまがわでんきてつどう、玉川電鉄）が運営、同年玉川電気鉄道が東京横浜電鉄に合併され、その後、社名変更により東京急行電鉄の路線となった。
本項では、玉川線の支線であった砧線（きぬたせん）、溝ノ口線（みぞのくちせん）、天現寺橋線（てんげんじばしせん）、中目黒線（なかめぐろせん）、下高井戸線（しもたかいどせん）についても記述する。

## 路線データ

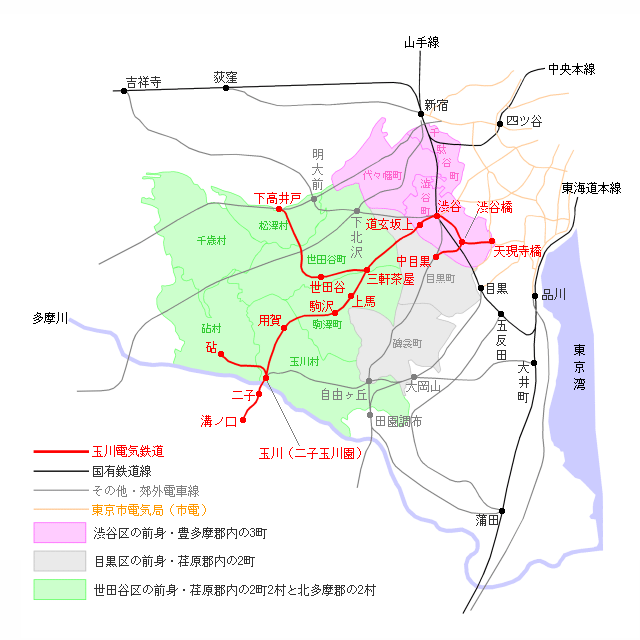
1930年代の玉川電気鉄道路線図

下記のデータは特記なければ路線廃止時点（溝ノ口線については大井町線編入前、下高井戸線については世田谷線改称前）のもの。
- 路線距離（営業キロ）：
  - 玉川線：渋谷 - 二子玉川園間 9.1 キロメートル (km)
  - 砧線：二子玉川園 - 砧本村間 2.2 km
  - 溝ノ口線：二子読売園 - 溝ノ口間 2.1 km[注釈 1]
  - 天現寺橋線：渋谷 - 天現寺橋間 2.6 km[1]
  - 中目黒線：渋谷橋 - 中目黒間 1.4 km
  - 下高井戸線：三軒茶屋 - 下高井戸間 5.0 km
- 軌間：1,372 mm
- 駅数：（起終点駅含む）
  - 玉川線：15駅
  - 砧線：5駅
  - 溝ノ口線：4駅
  - 天現寺橋線：10駅
  - 中目黒線：5駅
  - 下高井戸線：10駅
- 複線区間：
  - 玉川線：全線
  - 砧線：なし（全線単線）
  - 溝ノ口線：二子 - 溝ノ口間
  - 天現寺橋線：?
  - 中目黒線：?
  - 下高井戸線：全線
- 電化区間：いずれも全線（直流600 V）
- 鉄道路線の閉塞方式：
  - 砧線：スタフ閉塞
  - ※砧線以外は軌道線であった。

## 歴史

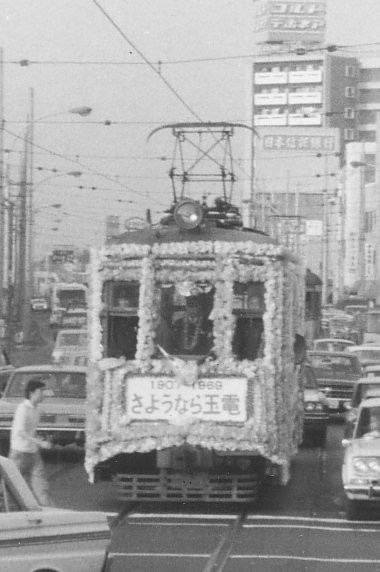
さようなら玉電装飾電車

玉電（玉川線）は、1896年（明治29年）、玉川砂利電気鉄道により、二子多摩川付近の砂利を東京都心に輸送することを主目的として、東京市麹町区の三宅坂と玉川の間の路線開設が出願されたことを起源とする。1902年（明治35年）に渋谷 - 玉川間の軌道敷設が許されると、1903年（明治36年）玉川電気鉄道が設立され、1907年（明治40年）に玉川電気鉄道が渋谷 - 玉川間を開業した。
玉川から運んできた砂利を都心へ輸送するため、渋谷で都心に線路を伸ばしていた東京市電と軌道が接続され、渋谷に砂利運搬車両の留置線も設置された。1922年（大正11年）に玉川電気鉄道が渋谷 - 渋谷橋の間に天現寺橋線を開通させ、玉川線と天現寺橋線は直通運転を行った。 1924年（大正13年）に玉川 - 砧（のちの砧本村）間に砧線が開業し、二子橋上流にあたる大蔵付近（東京府北多摩郡砧村）から砂利輸送を開始した。このように、砂利輸送を主目的としたことから「ジャリ電」と俗称された。関東大震災後の市内復興に際し、木材に代わる建築材料であるコンクリートの材料となる砂利の運搬に貢献した。
玉川電気鉄道は路線を拡張し、1925年（大正14年）、三軒茶屋 - 下高井戸間に下高井戸線（のちの世田谷線）を開業。1927年（昭和2年）には天現寺橋線渋谷橋から中目黒に至る中目黒線、玉川 - 溝ノ口間に溝ノ口線をそれぞれ開業した。溝ノ口線の開業時には、多摩川を渡る二子橋の建設費の一部を玉川電気鉄道が負担し、二子橋は中央に線路が敷設された道路・軌道の併用橋となった。1927年12月に設立された目黒玉川電気鉄道は株式の大半を玉川電気鉄道が保有し、役員も玉川電気鉄道の役員で占められていた。しかし目黒-玉川間及び清水-駒沢間の免許は1935年に起業廃止となった。
1934年（昭和9年）に二子橋より下流では砂利採取が全面禁止され、玉川電気鉄道は、東京横浜電鉄や目黒蒲田電鉄を経営する五島慶太らへ経営権が移って以降は砂利輸送から撤退し、軌道線は旅客輸送が中心となった。1938年（昭和13年）に玉川電気鉄道は東京横浜電鉄に合併され、1942年（昭和17年）に社名変更に伴い東京急行電鉄となった。
砂利輸送から旅客輸送へ軸足を移した玉川電気鉄道は、東京府世田谷区の新町（現在の世田谷区深沢七丁目・八丁目付近）に東京信託を通じて住宅地を開発し、沿線住民を電車利用者とする施策を採った。溝ノ口線開業の際には、溝ノ口駅付近・久地近辺の丘陵部を開発した。
玉川電気鉄道及び後身の東京急行電鉄は、旅客誘致の施策の一環として、明治期から景勝地であった玉川・瀬田地区に、多摩川の川魚を出す料亭や演芸場「玉川閣」（ぎょくせんかく）を擁する「玉川遊園地」を開設したほか、「玉川第二遊園地」（のちのよみうり遊園、「二子玉川園」）や「玉川プール」（世田谷区上野毛。東京都多摩市に移転する前の東急自動車学校があった場所）を瀬田河原に開設し、二子玉川の兵庫島、久地の梅林、二子の桃林などとあわせて、玉川線・溝ノ口線を都心部からの行楽輸送の足としても機能させている。
玉川線の支線として開設された下高井戸線の三軒茶屋 - 下高井戸間は、渋谷 - 下高井戸間で直通運転された。溝ノ口線は、1943年（昭和18年）、溝口周辺の軍需工場関連輸送に対応する輸送力を確保するため狭軌へ改軌した上で大井町から二子玉川園へ至る鉄道線の大井町線に編入され、二子橋の併用軌道の上を大井町線の電車が走り溝ノ口まで乗り入れた。天現寺橋線は、戦前は渋谷でレールがつながり直通運転された時期もあったが、玉電ビルディング（のちの東急百貨店東横店西館）の建設に伴い分断され、東京市電への運営委託を経て、1948年（昭和23年）に東京都へ譲渡された。
1969年（昭和44年）5月11日に国道246号（玉川通り）上への首都高速3号渋谷線の建設、営団地下鉄銀座線と接続する地下鉄（のちの新玉川線、2000年8月以降の田園都市線渋谷 - 二子玉川間）建設の計画等により、下高井戸線を除いて、玉川線、砧線は全線廃止された。玉川線・砧線の廃止後、同区間の代替交通として代行バスが運行された（後述）。
下高井戸線三軒茶屋 - 下高井戸間は廃止されずに世田谷線と名を改め、2023年現在、東急電鉄唯一の軌道線として存続している。

### 年表
- 1896年（明治29年）
  - 7月15日 （旧）玉川電気鉄道（同名の別会社）が渋谷 - 溝ノ口間の路線敷設を出願[10]。
  - 11月18日 玉川砂利電気鉄道、三宅坂 - 玉川間の路線敷設を出願[10]。
- 1902年（明治35年）
  - 2月8日 玉川砂利電気鉄道に対し、渋谷 - 玉川間の路線敷設が許される[10]。
  - 3月20日 玉川砂利電気鉄道、社名を玉川電気鉄道に改称[10]。
- 1903年（明治36年）10月4日 - 玉川電気鉄道が資本金40万円で創立される[10]。
- 1907年（明治40年）
  - 3月6日 玉川電気鉄道の路線として道玄坂上 - 三軒茶屋間開業[10]。
  - 4月1日 三軒茶屋 - 玉川間開業[10]。
  - 8月11日 渋谷 - 道玄坂上間開業[10]。
- 1920年（大正9年）3月27日 - 駒沢 - 用賀間複線化[10]。
  - 9月11日 東京市電の規格に合わせるため、全線の軌間を1067mmから1372mmに改軌[10]。
  - 10月31日 上馬 - 駒沢間複線化。
- 1922年（大正11年）6月11日 天現寺橋線の渋谷 - 渋谷橋間が部分開業[11]。
- 1923年（大正12年）2月18日 三軒茶屋 - 上馬間複線化。全線複線化完成[10]。
- 1924年（大正13年）
  - 3月1日 砧線の玉川 - 砧間が開業[12]。
  - 5月21日 天現寺橋線の渋谷橋 - 天現寺橋が延伸開業[13]。
- 1925年（大正14年）
  - 1月18日 下高井戸線の三軒茶屋 - 世田谷間が部分開業[13]。
  - 5月1日 下高井戸線の世田谷 - 下高井戸が延伸開業[14]。
- 1927年（昭和2年）
  - 3月29日 中目黒線の渋谷橋 - 中目黒間が開業[15]。
  - 7月15日 溝ノ口線の玉川 - 溝ノ口間が開業。玉川線全通[16]。
- 1937年（昭和12年）
  - 7月27日  玉川線と天現寺橋線の軌道を分離。これにより、渋谷以東は東横百貨店（のちの東急百貨店東横店東館）前に新設された東横百貨店前電停を発着することになる（現在の渋谷駅東口バスターミナル）。
- 1938年（昭和13年）
  - 4月1日 玉川電気鉄道が（旧）東京横浜電鉄（現：東京急行電鉄）に合併される[17]。
  - 11月19日 天現寺橋線と中目黒線が東京市電気局に運行委託される。これにより（旧）東京横浜電鉄の路線図・時刻・運賃表から渋谷以東の路線が消滅。
- 1939年（昭和14年）
  - 3月10日 玉川線玉川をよみうり遊園に改称。
  - 6月1日 渋谷駅が建設中の玉電ビル2階に移転。
- 1940年（昭和15年）12月1日 大井町線二子玉川・玉川線よみうり遊園を統合し二子読売園に改称。
- 1943年（昭和18年）7月1日 溝ノ口線（二子読売園 - 溝ノ口間）を1067mmに改軌の上、大井町線に編入。
- 1944年（昭和19年）10月20日 二子読売園を二子玉川に改称。
- 1945年（昭和20年）8月15日 砧線及び旧溝ノ口線区間を、軌道法による軌道から地方鉄道法による地方鉄道に変更。
- 1948年（昭和23年）3月10日 すでに東京都へ運行委託済みだった天現寺橋線（渋谷 - 天現寺間）と中目黒線（渋谷橋 - 中目黒間）を東京都交通局へ譲渡し、正式に都電の路線網に組み入れられる。
- 1954年（昭和29年）8月1日 二子玉川を二子玉川園に改称。
- 1969年（昭和44年）5月11日 下高井戸線（三軒茶屋 - 下高井戸間）を除いて廃止。存置区間は世田谷線となる。廃止区間に代行バス運行開始。

## 路線概要

### 玉川線

#### 路線
開設当初の渋谷駅は、現在の渋谷駅ハチ公口付近の地平にあり、省線山手線のガードをくぐってハチ公口に至っていた東京市電と線路がつながっていた。玉川電車もまた省線山手線のガードをくぐって東口に抜け、直角に南下して稲荷橋から並木橋へと明治通りを天現寺橋まで進んでいた。1937年（昭和12年）7月、玉電ビル建設のため、玉電渋谷駅を道玄坂方向に後退した仮設駅に移設。建設に伴うくい打ちのため、山手線をくぐる隧道も使用不能となり、分断された天現寺橋線の運営を東京市に委託する。翌1938年（昭和13年）12月に東京高速鉄道（現・東京メトロ銀座線）渋谷駅が仮設のような形で玉電ビル3階に設置され、続いて2階に玉電渋谷駅が移設される。時局の悪化のため、7階建てで設計された玉電ビルは3階までで建設を中止。戦後、1952年（昭和27年）から工事が再開され、東急東横店西館となる。玉電渋谷駅の廃止時の位置は、現在の岡本太郎の壁画「明日の神話」の設置位置から渋谷マークシティの東端部分であり、ホームは対面式2面2線で一方は降車専用、もう一方は手前に下高井戸方面、前方に二子玉川方面と乗り場が分けられていた。

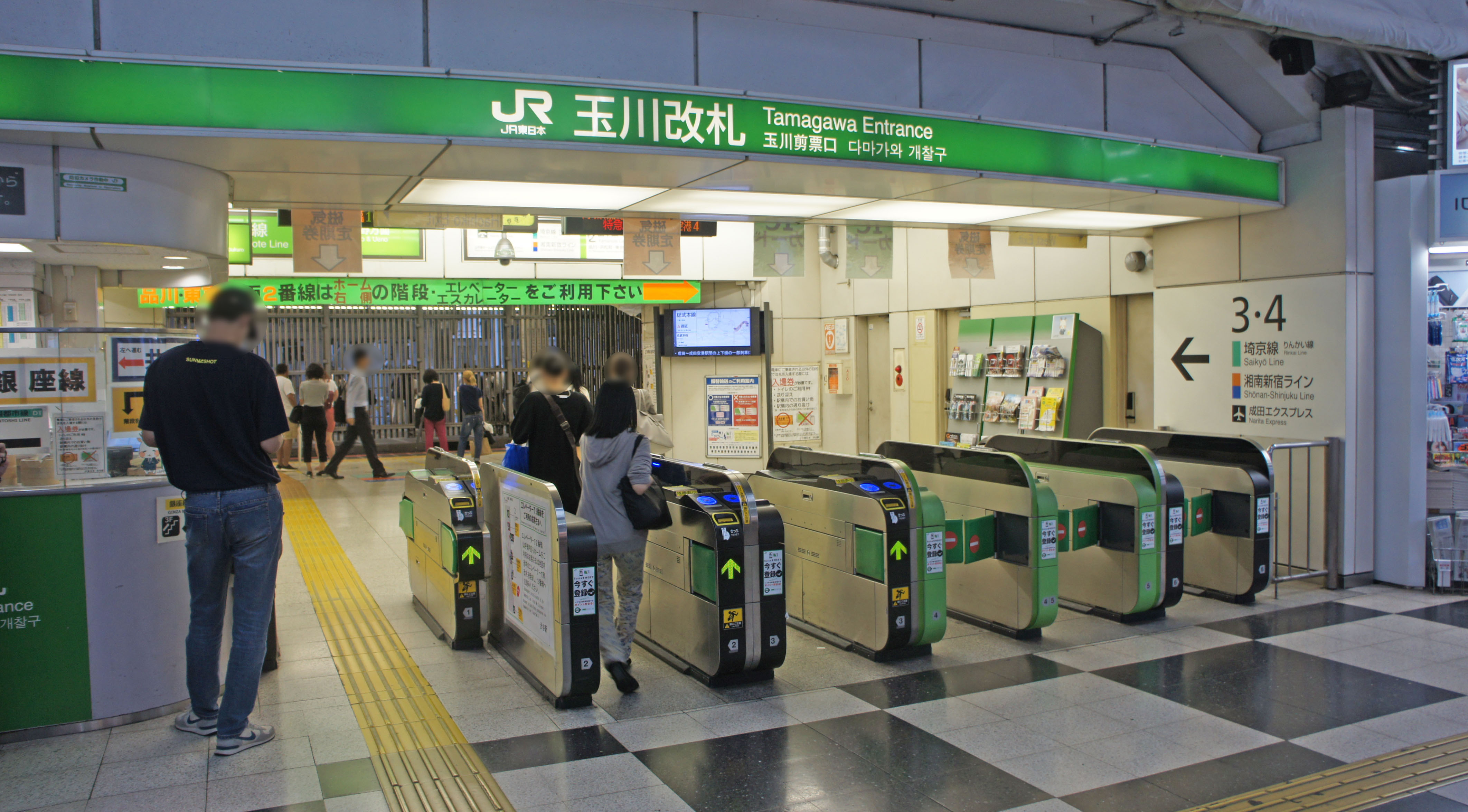
長らくJR渋谷駅にあった「玉川改札」は当路線に由来した。

なお、JR渋谷駅に2020年9月まで存在した「玉川口」および「玉川改札」の名称は玉川線が走っていた当時の名残である。
渋谷 - 道玄坂上間には44.7‰の勾配が存在していた。上通 - 大橋間は東京都交通局のトロリーバス（102系統）が並走し、交差する架線部分にはデッドセクションが設けられた。
道玄坂から先はほぼ併用（路面）軌道であったが、渋谷 - 上通間、三軒茶屋 - 玉電中里 - 上馬間、桜新町 - 用賀間、玉電瀬田 - 二子玉川園間、支線の三軒茶屋 - 下高井戸間（現在の世田谷線）に専用軌道が存在した。用賀付近の専用軌道跡は1990年（平成2年）頃まで東急の物置き場として静かな佇まいを残していたが、その後、東京都道427号瀬田貫井線に転用された。玉電中里、駒沢、用賀には駅舎と売店が設けられていた（駒沢は東京オリンピックに備えた道路拡張の際に消滅）。
併用軌道で大坂を下り、目黒川を渡り、大橋車庫を過ぎ、三軒茶屋の三叉路（国道246号と世田谷通りの交点）に至る。三叉路の中央に信号塔が設置され、ここでポイントの操作が行われ玉川線（本線）と支線の下高井戸線が分岐し、本線は国道246号を進行した。
本線は、三軒茶屋を通過後、道路拡幅後は上下線とも上り車線上に敷かれた併用軌道上を走行、玉電中里付近から上馬まで専用軌道に入り、駒沢を過ぎると旧大山街道を進む。新町付近では疏水（品川用水）に寄り添い、桜新町の桜並木をみて、やがて用賀付近で再び専用軌道へ入り用賀に至った。用賀の先で併用軌道に戻り瀬田交差点で環八通りを横断、玉電瀬田から先は右手に多摩川の河原を眺めつつ国分寺崖線を専用軌道で下り、二子玉川園に到達した。
- 玉川線の真中駅付近を走るデハ200形電車（1969年撮影）
- 1968年の秋 玉電瀬田駅を望む
- 1968年頃 玉電身延山別院前駅跡付近
- 1969年頃 二子玉川園駅ホームにて
- 1969年二子玉川園駅にて玉電さよなら電車

#### 車庫
車庫は大橋に設けられ、渡り線は大橋、三軒茶屋、玉電中里、駒沢、用賀に設けられた。用賀にも車両基地予定地が存在し、第二次世界大戦末期には空襲に備え大橋車庫の車両の一部が疎開していた。また、最後の新型車両150型の入線もここの引き込み線から行われた。大橋車庫では当初、電気供給事業も行っていた。大橋車庫はのち東急バス大橋営業所に転用され、現在は首都高速道路大橋ジャンクションになっている。二子玉川園の駅にあった留置線は玉川髙島屋用地となった。用賀の玉川線車両基地予定地は、玉川線の廃止後に一時新玉川線構想（銀座線延伸案）の車庫として構想されたこともあったが転用されることなく、久しく空き地であった。新玉川線の起工式は1964年（昭和39年）2月、ここで行われた。1993年、この用地に世田谷ビジネススクエアが竣工した。

#### 車両
1920年の改軌で開業以来の二軸単車が淘汰され、木造ボギー車で置き換えられた。その後は、鋼製ボギー車がそれに続いた。
これらは単純な直接制御器を搭載しており、連結運転時の総括制御が行えず1両編成での運転が長く続いたが、デハ70形へ間接非自動制御器（HL方式）を搭載したのを皮切りに、デハ80形の新製、木造車であるデハ1・20形のデハ80形への車体更新、さらには鋼製車のデハ30・40・60形に対する連結化改造に伴い総括制御の可能な間接制御器への置き換えが進み、第二次世界大戦後、2両連結運転によるラッシュ時の輸送力増強が実現した。
また、一軸台車による2車体連接構造の奇抜な流線型高性能電車デハ200形を1955年（昭和30年）に導入。「タルゴ」「ペコちゃん」の愛称が普及した。また芋虫型に見えたことから「イモ電」「いもむし」と呼ばれることもあった。
その後は地下鉄建設計画の推移もあって車両更新が進まず、東横線デハ7000形の米国バッド社ライセンスによるオールステンレス車体技法を取り入れた鋼製車デハ150形4両が新造されるにとどまった。
行先標は横長の物が正面中央に付けられ、本線系統は白地に黒文字で「渋谷」「二子玉川」など、支線系統は赤地に白抜き文字で「渋谷」「下高井戸」などと書かれていた。なお、行先標は後に起終点を矢印で結んだものに変更された。また150形は行先標の代わりに同様の方向幕が上部に付いていた。
2両連結の場合、1967年（昭和42年）より合理化の一環としてデハ70・80・150・200形の4形式について「連結2人のり」の標識が車外に取り付けられ、乗客は車両の前・最後部で乗車し、各車中央、連結寄り扉で降車するように改められた。乗務員は運転士（1両目）と車掌（2両目）だけであった。この方式は現在も世田谷線で実施されている。

#### 遺構
併用軌道区間が長かった玉川線は、廃止後、併用軌道区間の道路整備が進み、また、大橋車庫跡が首都高速道路大橋ジャンクション用地に転用されるなどし、構築物の撤去が進んだ。
廃線後、渋谷駅跡はバス乗り場に転換され、東名急行バス（現在は解散）、大井町駅や世田谷野沢方面行きなどの路線バスや東急百貨店東横店と東急百貨店本店を連絡する無料送迎バス、高速バス・ミルキーウェイが発着した。終端部分はターンテーブルによりバスの向きを転換する方式であった。また、渋谷駅と道玄坂中腹を結ぶ旧専用軌道部分はバス専用道路となった。渋谷駅再開発事業に伴う渋谷マークシティの建設により、現在はこのターンテーブルのあるバス乗り場とバス専用道路はほぼ消滅し、駅構内は京王井の頭線の渋谷駅が拡幅されそのコンコースと線路敷になったが、道玄坂の玉川線専用軌道入口部分は現在マークシティへの接続道路となっている。一方、前述のとおりかつての玉川線渋谷駅の向かいにあったJR山手線改札に「玉川改札」の名が残っていた。
三軒茶屋から玉電中里、上馬にかけての専用軌道は、そのまま並行する国道246号線が拡幅されて渋谷方面車路になっている。
旧用賀駅跡周辺は廃止以降暫く更地状態となっていたが、東京都道427号瀬田貫井線に転用された。沿道のホーム跡地には、かつて駅があったことを示す石柱が設置されている。
玉電瀬田から二子玉川園駅にかけての専用軌道は、世田谷区道が軌道跡に並行して整備され、軌道跡は植栽や一部は公園となり、下り坂の途中からは田園都市線のトンネル坑口が現れ、以降軌道跡はそのまま田園都市線の高架線路敷地に転用されている。また、二子玉川園駅跡は長らく東急ストアが設置されていたが、再開発のため撤去され、2011年（平成23年）3月に二子玉川ライズ・ドッグウッドプラザが建った。
その他、玉電の名残として東急バスの停留所名に旧駅名が用いられている例が見られる（道玄坂上、大橋、池尻、三宿、三軒茶屋、中里、上馬、駒沢、用賀、瀬田、身延山別院、二子玉川、中耕地、吉沢、砧本村）。
- 桜新町 - 用賀間の専用軌道跡。現在は東京都道427号瀬田貫井線に転用された。正面が用賀で、高層ビルは玉電車庫用地跡に建設された世田谷ビジネススクエア、SBSタワー。
- 上記とほぼ同位置。桜新町まで道路中央の併用軌道で進んできた玉電は電停から以西は道路北側に移り用賀2丁目で道路を横切る形で専用軌道に入り用賀を目指した。<写真>左が専用軌道跡、右は旧大山街道。
- 玉電瀬田駅跡。玉川方より用賀方を望む。中央の歩道部分が玉電瀬田駅跡。手前の道路が専用軌道跡。

### 砧線

#### 路線
砧線は軌道線として敷設されたが、1945年（昭和20年）に地方鉄道法に基づく鉄道線に転換された路線である。
砧線は、二子玉川園を発車後、ほぼ90度のカーブを描いて国道246号（玉川通り）を横断（北緯35度36分54秒 東経139度37分39秒 / 北緯35.614922度 東経139.627385度）、京西小学校分校（現在の二子玉川小学校）南側に存在した中耕地駅（北緯35度36分57秒 東経139度37分32秒 / 北緯35.615750度 東経139.625542度）を経て西進、多摩堤通りと平面交差して吉沢駅に至り、吉沢橋（北緯35度37分02秒 東経139度37分08秒 / 北緯35.617326度 東経139.619011度）で野川を渡り、東京都水道局砧下浄水所（旧渋谷町立浄水場）脇を通り、砧本村駅（北緯35度37分07秒 東経139度36分32秒 / 北緯35.618562度 東経139.608982度）へ至っていた。
林順信編著『玉電が走った街 今昔』によれば、吉沢 - 砧間の伊勢宮河原（側線あり交換可能）、大蔵の2つの駅は太平洋戦争前に廃止され、戦後、吉沢駅の側線も撤去された。
終点の砧本村駅は砧駅として開設され、駅前には切符委託販売も兼ねた売店があり、行商が商う姿もみられた。砧駅は1961年（昭和36年）2月1日に砧本村駅に改称された。駅前にわかもと製薬の工場があり、砧線はその通勤の足としても用いられた。わかもと製薬跡地は現在、駒澤大学玉川校舎となっている。
かつて当路線を狛江市まで延伸させる計画があったが、1952年に特許が失効している。
廃線後は代替交通として、二子玉川と砧本村の間に、多摩堤通りや天神森橋を経由する東急バスの路線が開設された。その際、旧砧本村駅前は「東急バス折返所」となった。二子玉川までの路線は現在に至るまで運行されている（#玉電廃止後のバス交通を参照）。
- 1968年の秋 二子玉川園駅砧線ホームにて
- 1968年の秋 砧線中耕地駅を望む[24]
- 1968年の秋 砧線吉沢駅周辺での収穫風景
- 1968年の秋 砧線吉沢駅付近の踏切
- 1968年の秋 砧線吉沢駅にて

#### 車両
車両は玉川線と同型が用いられた。
1950年代までは主にデハ30形、以後廃止時まではデハ60形が用いられ、デハ60形は中耕地-吉沢間の急曲線を連結して通過するため、京浜急行電鉄発生品の首振り角度が大きいK-2A密着連結器に交換する改造が行われた。
運賃は、軌道線である玉川線が線内のみの運賃体系であったのに対し、鉄道線となった砧線は他の鉄道線と通しで計算された。閉塞はスタフ閉塞を用いていた。

#### 遺構
砧線の線路跡地はおおむね道路（一部歩行者専用道）として整備された。中耕地駅跡地の歩道上には、砧線が走ったことを示すレリーフが埋め込まれ、駅跡には石碑が建てられている。中耕地駅跡周辺の砧線跡は「砧線跡歩道」として整備されている。吉沢橋東側の吉沢駅跡に建つクリニックの敷地には、東京急行電鉄の旧社紋が入った境界標が残る（写真参照）。2007年（平成19年）上流の新吉沢橋と合わせて架橋し直された吉沢橋には、吉沢橋を渡る玉電の写真（林順信著『玉電の走った街 今昔』より転載されたもの）と玉電についての解説文が掲載された碑が設けられ、欄干には玉電のレリーフが埋め込まれた。
砧本村駅跡地は整備され、現在は世田谷区立鎌田二丁目南公園と東急バス折返所になった。旧砧本村駅前広場である東急バス待合所付近には、旧線路脇の柵が残されているが、かつてここが駅であったことを明示するものはない。なお、砧本村駅のプラットホーム上屋とベンチはバス待合所に転用されたが、2022年（令和4年）12月7日に老朽化のため撤去された。
- 中耕地 - 吉沢間。中耕地方向を望む。線路跡は道路転用されたが、道幅は大きく拡幅されることはなかった。街路樹は二子玉川の町の花ハナミズキ。
- 中耕地駅跡地に建つ石碑。
- 吉沢橋たもと付近に残る社紋の刻印された標柱。
- 砧本村駅前広場跡（現：東急バス折返所）。
- 砧本村バス待合所の上屋及びベンチ。砧本村駅で使用されたもの。

### 溝ノ口線

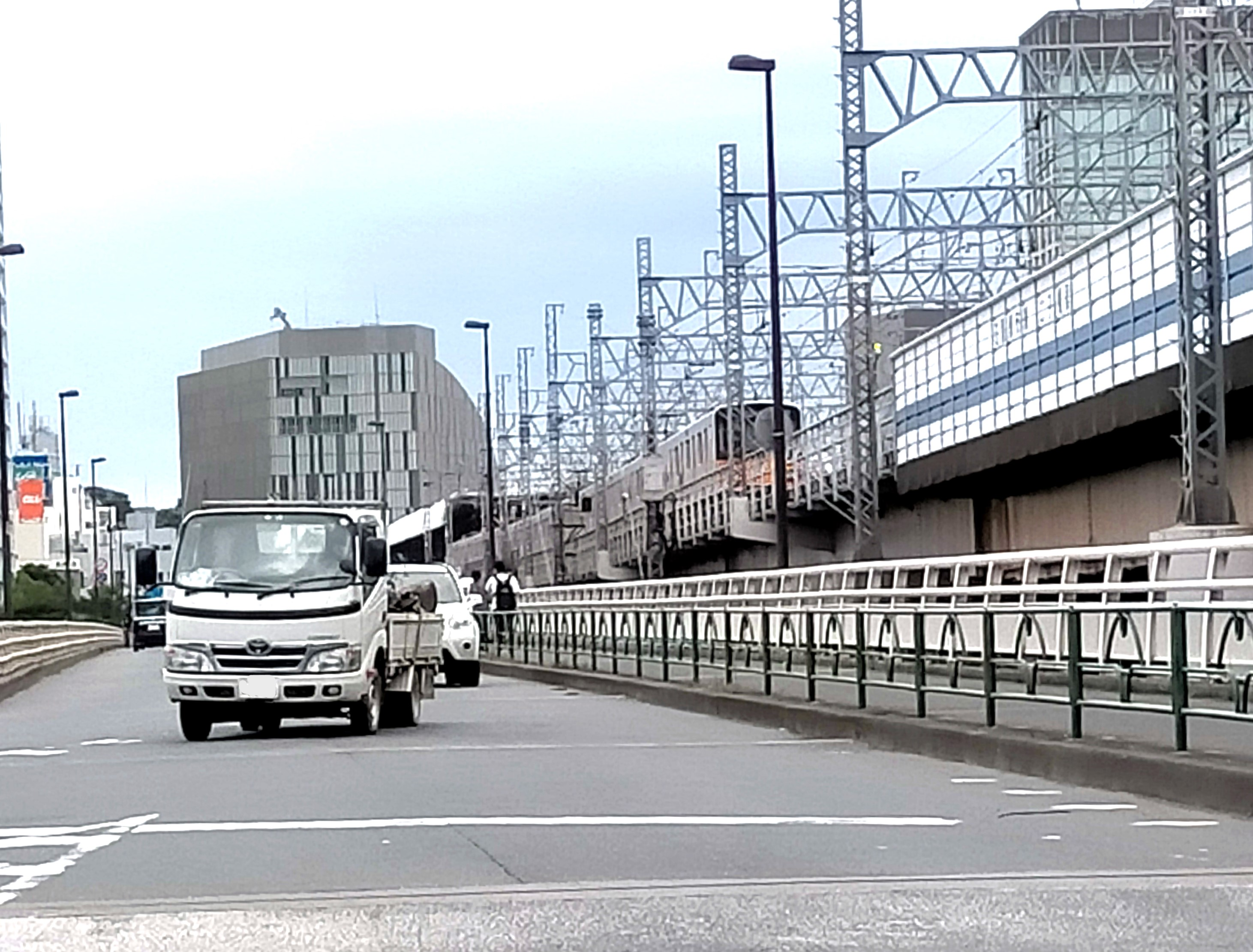
二子橋。溝ノ口線はここを渡っていた。

1927年（昭和2年）7月15日に開業。当初は玉川線と線路が接続し、区間便のほか玉川線との直通運転もされていた。玉川 - 二子間は併用軌道（二子橋を参照）だが、二子 - 溝ノ口間は専用軌道で開業した。1943年（昭和18年）に東急大井町線に編入された後、1945年（昭和20年）に軌道線から地方鉄道に転換、1966年（昭和41年）に高架化されて二子橋の併用軌道が解消され、現在は東急田園都市線の一部区間となっている。二子橋西詰から二子新地駅にかけてわずかに遺構（空き地）が確認できる。また、二子新地駅から溝の口駅は高架化されたが、高架橋の下に玉川線・地上時代の大井町線の遺構（橋梁など）が確認できる。溝ノ口終点は現在の溝の口駅の位置と異なり、国鉄南武線に平行する形で設置されており、その跡地は駅前広場となっている。

### 天現寺橋線・中目黒線
1938年（昭和13年）まで、玉川電気鉄道、東京急行電鉄は、天現寺橋線と中目黒線の2路線を、渋谷以東で運行していた。
天現寺橋線は、渋谷を出ると、山手線の内側、渋谷川に沿って南下し、中通（現在の明治通り）上を走りながら天現寺橋に至る路線であった。中目黒線は、天現寺橋線の渋谷橋から西進し、下通（現在の駒沢通り）上を中目黒に至った。中目黒は、東急東横線中目黒駅とは接続しておらず、現在の山手通りと駒沢通りの交差点（中目黒立体交差）手前にあった。
渋谷を発着する天現寺橋線は、玉川線が渋谷駅地平に発着していた1937年（昭和12年）7月まで、線路敷設の主目的でもあった砂利輸送のため玉川線と線路がつながっていたが、同年玉電ビル建設により玉川線と分離されている。
分断以降の天現寺橋線の渋谷駅は東横線渋谷駅前、東京高速鉄道（現在の東京メトロ銀座線）ガード直下に置かれていた。のち1957年（昭和32年）3月26日ハチ公口にあった都電青山線の渋谷駅前電停がこの隣接地に都電天現寺橋線共々移設してターミナルを形成。都電廃止後は東口都バス乗り場となっていたが、再開発に伴い東横線渋谷駅跡共にビルが建設されている。また山手線のガード跡は長らく東急百貨店東横店西館と東館を結ぶ連絡通路となっていた。
1938年（昭和13年）、両路線は東京市電に運営が委託され、1948年（昭和23年）に東京都に譲渡された。東京都譲渡後は、天現寺橋 - 渋谷橋 - 中目黒間が8系統（築地始発）、天現寺橋 - 渋谷橋 - 渋谷駅前間が34系統（金杉橋始発）として運行された。その後都電撤去計画により、渋谷橋 - 中目黒間は1967年（昭和42年）12月9日、天現寺橋 - 渋谷橋 - 渋谷駅前間は1969年（昭和44年）10月25日にそれぞれ廃止されている。

### 下高井戸線
三軒茶屋 - 下高井戸間を結ぶ下高井戸線は1969年の玉川線廃止時に世田谷線（せたがやせん）に改称されて現存する。
1969年までは玉川線（本線）の渋谷方面から直通運転を行っており、下高井戸線は前述した三軒茶屋の三叉路から世田谷通り側の専用軌道に入り、西太子堂から下高井戸へと向かっていった。

## 運行形態
廃止間際のダイヤは全線での通し運転が基本で、玉川線の渋谷 - 三軒茶屋 - 二子玉川園間と下高井戸線直通の渋谷 - 三軒茶屋 - 下高井戸間の電車が交互に運行されていたが、大橋駅に車庫があった関係で早朝や深夜を中心に大橋発着の区間電車や渋谷への送り込みの回送電車が多数設定されていた。この他、朝夕ラッシュ時には一部の電車が渋谷 - 三軒茶屋、玉電中里、駒沢、用賀間で折り返し運転を行っており、下高井戸線でも渋谷 - 三軒茶屋 - 玉電山下（現・山下）間の区間電車が設定されていた。砧線は線内の通し運転のみで玉川線への直通運転は無く、二子玉川園 - 砧本村間を終日折返し運転していた。

## 玉電廃止後のバス交通

### 代替バス
1969年（昭和44年）5月11日に専用軌道のみの三軒茶屋 - 下高井戸間の下高井戸線を除く全路線が廃止され、同日より東京急行電鉄（現・東急バス）が代替バスを運行した。代替バスは、旧玉川線・溝の口線・砧線の区間をおおむねなぞるものと、玉川線の通らなかった新町 - 瀬田間で国道246号（玉川通り）の新道を進むものとが設けられ、旅客案内上、新町 - 瀬田間で桜新町を経由する線を旧道経由と、同区間における現在の国道246号を新道経由と称した。
新設された代替バス路線、及び補完路線の系統番号と行き先は次のとおりである。
- 渋01 渋谷駅 - 三軒茶屋（ノンストップ運転あり）
- 渋02 渋谷駅 - 用賀折返所（旧用賀駅裏手にあたる。急行あり）
- 渋03 渋谷駅 - 二子玉川園駅（旧道経由）
- 渋04 渋谷駅 - 溝の口駅（旧道経由）
- 渋12 渋谷駅 - 二子玉川園駅／高津営業所（新道経由。急行あり）
- 渋13 渋谷駅 - 砧本村（新道・二子玉川経由）
- 渋14 渋谷駅 - 向ヶ丘遊園駅（新道・二子玉川経由）
- 渋21 渋谷駅 - 上町駅
- 玉06 二子玉川 - 砧本村
- 黒03 目黒駅 - 砧本村（清水線を二子玉川園 - 砧本村間延長）

目黒区大橋にあった大橋車庫は、玉川線廃止とともに、東京急行電鉄自動車部大橋営業所に転換され、同営業所は代替バスの運行を受け持った。ただし渋04と渋14は高津営業所が所管した。「東急バス大橋営業所#玉電代替からの出発」「東急バス高津営業所#用賀線」を参照。
二子玉川園駅 - 砧本村間のルートは、砧本村方向は廃線跡の南側・玉川高島屋北側の区道を吉沢まで進み、吉沢から廃線跡が転換された道路を進み砧本村にいたるルートで、二子玉川方向は、廃線跡から外れ天神森橋を渡り多摩堤通りを二子橋東詰まで進むルートを取り、8の字型の運行形態となった。「東急バス大橋営業所#新道線・砧線」「東急バス高津営業所#新道線」を参照。
1977年（昭和52年）、渋谷 - 二子玉川園間に新玉川線が開通し、これにより、上記に列挙した系統のうち渋01、渋02、渋03、渋14および渋12の急行運転は廃止され、渋13、黒03ものち廃止された。渋04は渋谷駅 - 二子玉川園駅に短縮（渋04→渋03）された後に廃止されている。渋14は用賀駅 - 向ヶ丘遊園駅に短縮・変更され（渋14→向02）、後に二子玉川園駅 - 向ヶ丘遊園駅に短縮された。玉06は二子玉川発着（駅前に入らない）から、のち二子玉川園駅発着に変更された。

### 代替バス以外のバス路線
玉川通りには、玉電代替路線以外にも多くのバス路線があり、それらも玉電代替の一翼を担った。
東82
玉川電気鉄道は、駒沢駅から分かれて深沢方面へ向かうバス路線を運行した。この路線は戦後、復旧の際に東京急行電鉄と東京都交通局（都営バス）との共同運行となり、玉川線廃止時は等々力線（東82系統）として、等々力と東京駅八重洲口の間で運行されていた。同路線は、渋谷駅と駒沢の間で玉川線と完全に並行していた。「東急バス瀬田営業所#等々力線」「都営バス渋谷営業所#東82系統」を参照。
東83
東京駅と桜新町の間を片道首都高速道路経由で結ぶ東83系統が東急と都営の共同で運行された。「都営バス渋谷営業所#東83系統」「東急バス駒沢営業所#高速渋谷線」を参照。
渋11
東京急行電鉄は駒沢オリンピック公園へのアクセスとなるグランド線（渋11系統）を運行しており、渋谷と真中の間が玉川線と被っていた。「東急バス淡島営業所#グランド線」を参照。
三軒茶屋より世田谷通り方面
渋谷と三軒茶屋の間には、三軒茶屋から世田谷通りに入る東急バス・小田急バスの路線も多く運行され、1974年（昭和49年）までは都営バス共管路線も存在した。現在は渋23、渋24、渋26などが運行されている。「東急バス弦巻営業所#松陰線」を参照。

## 駅一覧
〔〕内は路線廃止時以前に廃止された停留場・駅。

### 玉川線
渋谷駅（しぶや） - 〔道玄坂上駅〕（どうげんざかうえ） - 上通駅（かみどおり）- 〔大坂上駅〕（おおさかうえ） - 大橋駅（おおはし） - 玉電池尻駅（たまでんいけじり/旧名：世田谷→池尻） - 三宿駅（みしゅく/旧名：池尻） - 〔東太子堂駅〕（ひがしたいしどう/旧名：太子堂） - 三軒茶屋駅（さんげんぢゃや） - 玉電中里駅（たまでんなかざと/旧名：中里） - 上馬駅（かみうま/旧名：上馬引沢） - 真中駅（まなか） - 駒沢駅（こまざわ） - 新町駅（しんまち/旧名：弦巻） - 桜新町駅（さくらしんまち/旧名：新町） - 用賀駅（ようが） - 玉電瀬田駅（たまでんせた/旧名：瀬田前→瀬田） - 〔玉川遊園駅〕（たまがわゆうえん/旧名：身延山別院前） - 二子玉川園駅（ふたこたまがわえん/旧名：玉川→よみうり遊園→二子読売園→二子玉川）

### 砧線
二子玉川園駅 - 中耕地駅（なかこうち） - 吉沢駅（よしざわ） - 〔伊勢宮河原駅〕（いせみやがわら） - 〔大蔵駅〕（おおくら）- 砧本村駅（きぬたほんむら/旧名：砧）

### 溝ノ口線
二子読売園駅（のちの二子玉川園駅） - 二子駅（ふたこ） - 高津駅（たかつ） - 溝ノ口駅（みぞのくち）

### 天現寺橋線
渋谷駅 - 稲荷橋駅（いなりばし） - 並木橋駅（なみきばし） - 渋谷区役所前駅（しぶやくやくしょまえ/旧名：渋谷町役場前） - 比丘橋駅（びくばし）- 渋谷橋駅（しぶやばし/旧名：恵比寿駅前） - 恵比寿橋駅（えびすばし） - 新橋駅（しんばし） - 豊沢橋駅（とよさわばし） - 天現寺橋駅（てんげんじばし）

### 中目黒線
渋谷橋駅 - 恵比寿駅前駅（えびすえきまえ） - 長谷戸駅（ながやと） - 鎗ヶ崎駅（やりがさき） - 中目黒駅（なかめぐろ）

## 玉電廃止後のイベント
2017年に玉電開業110周年を迎えたことを記念して、世田谷線で300系による「玉電110周年幸運の招き猫」と称するラッピング電車を同年9月25日から2018年3月末まで運行している。